# 시칠리아 햇빛아래
《시칠리아 햇빛아래》는 2016년에 개봉한 중국의 영화이다.

## 캐스팅
- 이준기 : 박준호 역
- 저우둥위 : 샤오유 역
- 열의찰
- 형가동
- 유선 : 수진 역
- 원경천 (우정출연)